# Sitting on the Edge of the Ocean
«Sitting on the Edge of the Ocean» (en español: Sentado en el borde del océano) es una canción grabada por la cantante galesa Bonnie Tyler. Es uno de los éxitos, que ganó el 10º Festival Mundial de la Canción Popular en 1979. La canción fue versionada por Tyler al español y fue llamada «Sola A La Orilla Del Mar».
| Año  | País  | Premio                   | Trofeo         |
| ---- | ----- | ------------------------ | -------------- |
| 1979 | Japón | Grand Prix International | Medalla De Oro |